# Spostamenti progressivi del piacere
Spostamenti progressivi del piacere (Glissements progressifs du plaisir) è un film del 1974 diretto da Alain Robbe-Grillet.

## Trama
Una giovane donna di nome Alice dipinge con un pennello la pelle dell'amica Nora, sdraiata nuda su un letto; la polizia arriva a sirene spiegate, un tenente irrompe nell'appartamento: Nora è morta con un paio di forbici infilato nel cuore, una mano ammanettata alla spalliera del letto, il colore dipinto sulla sua pelle è adesso sangue.
Alice rifiuta di ammettere il delitto. Viene interrogata da un giudice mentre si trova chiusa in una sorta di carcere-convento, si spoglia davanti a lui e insinua che per farla confessare intenda violentarla. Sostiene che un uomo in possesso di chiavi si è introdotto nell'appartamento, sarebbe lui il responsabile del delitto.
Un flashback mostra Alice che adesca un cliente in strada e lo porta nell'appartamento; è presente anche Nora che ammette con il cliente di essere una prostituta, come la sua coinquilina.
Successivamente una avvocata viene a trovare Alice, che è turbata dalla sua somiglianza con Nora; a lei la reclusa confida che le suore che la detengono sono molto severe, a ogni minima infrazione le detenute vengono condotte nei sotterranei e punite con severità. L'avvocata immagina sadiche sevizie, in cui le monache umiliano le prigioniere incatenate e nude.
Sopraggiunge anche un sacerdote di una strana chiesa "non unificata", che pretende da Alice una confessione dettagliata con tutti i particolari delle umiliazioni, nell'udire le quali prova un evidente piacere erotico. L'idea di queste pratiche sadiche influenza anche la fantasia dell'avvocata, finché Alice la sorprende in atteggiamento inequivocabile con un'altra ricoverata/reclusa.
L'avvocata accompagna Alice nella casa dove stata assassinata Nora, per procedere a una ricostruzione del delitto; il magistrato e la polizia tardano a arrivare, Alice convince la donna a impersonare la vittima nella ricostruzione. Come ipnotizzata, l'avvocata si lascia spogliare e legare alla spalliera del letto. Arriva finalmente il tenente di polizia, ha una buona notizia per Alice: il vero colpevole dell'omicidio di Nora è stato catturato e ha confessato, era in effetti un voyeur.
Ma quando si rende conto che l'avvocata è morta con una lama di forbici nel cuore, il poliziotto commenta: "Tutto da ricominciare da capo".

## Critica
In questo film, che utilizza sotto forma di parodia il genere poliziesco, i dialoghi stralunati e le situazioni da nonsense creano un'atmosfera ambigua e indecifrabile, zeppa di simbolismi e di autoironia. Tutti gli interlocutori di Alice sono affascinati dal suo candore luciferino. Gli ossessivi rituali erotici che costellano il film (come la sequenza-citazione del libro Storia dell'occhio di Bataille, in cui Alice cosparge di tuorli d'uovo il corpo nudo di Nora) ne determinano il sequestro e la condanna per oscenità da parte della magistratura italiana dell'epoca: 
(Paolo Mereghetti)
In realtà la manipolazione derisoria della pornografia da parte del regista sfugge alla logica della censura, dal momento che l'asettica nudità delle due attrici non ha nulla di pruriginoso. Il film conclude la trilogia di Robbe-Grillet sull'Eros smontato dall'interno, iniziata nel 1966 con Trans-Europ-Express, e proseguita nel 1971 con Oltre l'Eden. Secondo il critico Roberto Nepoti, autore di una acuta monografia su Robbe-Grillet, il regista punta a "impedire ai significati di depositarsi su un oggetto particolare, facendo slittare progressivamente le significazioni da un elemento all'altro". Questo film, freddo e intellettualistico, ignora infatti sistematicamente il principio di non contraddizione. Secondo Roberto Curti, Robbe-Grillet esibisce un sadomasochismo "sterilizzato e deodorato", che "appaga gli occhi ma scivola via senza graffiare": un film più per chi apprezza le avanguardie del novecento che per i lettori di Playboy.